# Karita Mattila
Karita Marjatta Mattila (Somero, 5 september 1960) is een Finse sopraanzangeres, die actief is in zowel de opera als het klassieke lied.

## Carrière
Karita Mattila studeerde tot 1983 bij Liisa Linko-Malmio aan de Sibeliusacademie in Helsinki en voltooide daarna haar studie in Londen bij Vera Rozsa. In 1981 won ze de eerste prijs in de Lappeenranta Solozangwedstrijd in Finland en twee jaar later de internationale BBC Cardiff Singer of the World Competition. In 1985 maakte ze haar debuut bij het Royal Opera House in Londen als Fiordiligi in Così fan tutte. Haar debuut aan de New Yorkse Metropolitan Opera volgde in 1990 met de rol van Donna Elvira in Don Giovanni. Daarna ontwikkelde ze haar stemvolume en dramatische mogelijkheden, zodat ze niet meer alleen lichte Mozart-rollen zong, maar haar repertoire kon uitbreiden met Wagner, Strauss, Verdi, Puccini en Janáček. Sindsdien wordt ze geëngageerd door alle vooraanstaande operahuizen in Europa en de VS. Daarnaast is ze actief als concertzangeres.
Tot haar repertoire behoren Eva in Die Meistersinger von Nürnberg en de titelrol in Jenůfa, waarvoor ze Emmy Awards kreeg in 1998 respectievelijk 2004. Tot de andere rollen die ze regelmatig zingt behoren Tatjana in Jevgeni Onegin, Elsa in Lohengrin, Kundry in Parsifal, Elisabeth in Don Carlos, Leonore in Fidelio en de titelrollen in Tosca, Salomé, Káťa Kabanová en Manon Lescaut.
De Finse componiste Kaija Saariaho schreef diverse werken voor sopraan die Karita Mattila in première heeft gebracht. In 2003 was dat Quatre instants en in 2007 Mirage voor sopraan, cello en symfonieorkest, waarvan Mattila een cd-opname maakte bij het Orchestre de Paris. Drie jaar later droeg Saariaho het monodrama Émilie aan haar op. Hiervan zong ze de première in 2010 bij de Opéra de Lyon.
Karita Mattila heeft een discografie van tientallen opera-cd's en -dvd's, maar ook heeft ze de Vier letzte Lieder van Strauss opgenomen, evenals liederen van Grieg en Sibelius.

## Incident
In 2014 was Karita Mattila het middelpunt van een politieke rel. Ze gaf in New York te kennen dat ze weigerde de Vier letzte Lieder uit te voeren onder dirigent Valeri Gergiev vanwege zijn vriendschap met Vladimir Poetin, de president van Rusland. Hij werd vervangen door Fabio Luisi. In Finland ontstond hierdoor grote commotie, waarbij Jon Hellevig, een advocaat en politicus die haar in de sociale media in de meest onheuse termen had beledigd, gedwongen werd zijn kandidatuur voor de Europese Parlementsverkiezingen 2014 op te geven. Ze klaagde hem aan en hij werd veroordeeld tot een voorwaardelijke straf voor wat hij Mattila had aangedaan.

## Prijzen en eerbewijzen
Mattila werd in 2001 bekroond met de Franse Orde van Kunsten en Letteren en de Pro Finlandia-medaille. In 2011 ontving ze een eredoctoraat van de Universiteit van Turku in Finland. 